# Xã Marsh, Quận Barnes, Bắc Dakota
Xã Marsh (tiếng Anh: Marsh Township) là một xã thuộc quận Barnes, tiểu bang Bắc Dakota, Hoa Kỳ. Năm 2010, dân số của xã này là 283 người.